# Bridge (Oregon)
Bridge az Amerikai Egyesült Államok északnyugati részén, Oregon állam Coos megyéjében, az Oregon Route 42 mentén elhelyezkedő önkormányzat nélküli település.
A három kilométerre nyugatra fekvő Angora (korábban Enchanted Prairie) postája 1883 augusztusa és 1884 májusa között működött; a hivatalt mindig az aktuális vezető lakására költöztették. A bridge-i posta 1894 júliusa és 1945 között működött. A település nevét egy közeli hídról kapta.
Egykor itt volt egy postakocsi-megálló, egy sajtgyár, egy fűrészüzem, egy malom, egy iskola és az 1900-ban megnyílt templom. 1990-ben egy üzlet és egy fogadó működött itt. Bridge lakossága 1940-ben 39 fő volt.
A délre fekvő Camp Myrtlewood az anabaptisták tulajdonában van.

## Fordítás
- Ez a szócikk részben vagy egészben  a   Bridge, Oregon című angol Wikipédia-szócikk ezen változatának fordításán alapul.  Az eredeti cikk szerkesztőit annak laptörténete sorolja fel. Ez a jelzés csupán a megfogalmazás eredetét és a szerzői jogokat jelzi, nem szolgál a cikkben szereplő információk forrásmegjelöléseként.